# Как три мушкетёра
«Как три мушкетёра» (англ. Jagir) — индийский музыкальный приключенческий фильм, режиссёра Прамода Чакраворти.

## Сюжет
Махараджа убит, власть и его несметные богатства стали причиной раздора. Бандит Лакхан Сингх (Амриш Пури) пытается во что бы то ни стало прибрать все это к своим рукам… Отважная троица, — Шанкар (Дхармендра), Санга (Митхун Чакраборти) и Денни (Дэнни Дензонгпа) — противостоят силам зла и в неравной схватке пытаются спасти страну, несметные сокровища и естественно — свои жизни!

## В ролях
- Дхармендра — Шанкар
- Митхун Чакраборти — Санга
- Дэнни Дензонгпа — Денни
- Амриш Пури — Лакхан Сингх
- Зинат Аман — Сима
- Правин Кумар — Джанго
- Шома Ананд[англ.] — Аша
- Боб Кристо[англ.] — бандит
- Пран — Мангал Сингх

## Саундтрек
| №  | Название                   | Исполнители                        | Длительность |
| -- | -------------------------- | ---------------------------------- | ------------ |
| 1. | «Aaj Ki Raat»              | Аша Бхосле                         |              |
| 2. | «Chor Tera Naam Hai»       | Кишор Кумар, Лата Мангешкар        |              |
| 3. | «Hum Dilwale»              | Шайлендер Синх, Кишор Кумар, Шакти |              |
| 4. | «Naya Naya Hota Hai»       | Кишор Кумар, Аша Бхосле            |              |
| 5. | «Sab Ko Salaam Karte Hain» | Рахул Дев Бурман, Аша Бхосле       |              |
| 6. | «Shaharon Mein Se Shahar»  | Кишор Кумар                        |              |